# Get off the Stage
Get off the Stage – siedemnasty album studyjny amerykańskiego rapera Too Shorta. Trafił do sprzedaży 4 grudnia 2007 roku.

## Lista utworów
1. Get off the Stage
2. Broke Bitch
3. This My One (gościnnie E-40)
4. Shittin' on 'Em
5. F.U.C.K. Y.O.U.  (gościnnie Mistah F.A.B., Lil Skeeter, Ms. Hollywood, Ginger)
6. Gangstas & Strippers
7. Dum Ditty Dum  (gościnnie The Pack)
8. Pull Them Panties Down  (gościennie Kool Ace)
9. I Like It  (gościnnie Dolla Will)
10. It Ain't Over